# Kurt Vonnegut
Kurt Vonnegut Jr. (Indianápolis, Indiana, 11 de noviembre de 1922-Nueva York, 11 de abril de 2007) fue un escritor estadounidense, cuyas obras, generalmente adscritas al género de la ciencia ficción, participan también de la sátira y la comedia negra. Es autor de catorce novelas, entre las que destacan Las sirenas de Titán (1959), Matadero cinco (1969) y El desayuno de los campeones (1973). Como ciudadano, toda su vida fue seguidor de la Unión Estadounidense por las Libertades Civiles. Era conocido por sus ideas humanistas y fue presidente honorario de la Asociación Humanista Estadounidense.

## Biografía
Kurt Vonnegut pertenecía a la cuarta generación de una familia de inmigrantes alemanes en Indianápolis. Durante su época de estudiante en la Shortridge High School de su localidad natal, trabajó en el primer diario publicado por una escuela secundaria, The Daily Echo. Durante un tiempo estudió en la Universidad Butler de Indianápolis, pero abandonó los estudios cuando uno de sus profesores le dijo que sus relatos no eran lo bastante buenos. Entre 1941 y 1942 asistió a clases en la Universidad de Cornell, donde trabajó como ayudante de director editorial y editor asociado para el periódico de los estudiantes, el Cornell Daily Sun. Allí estudió bioquímica. Durante su estancia en Cornell fue miembro de la hermandad Delta Upsilon, tal como lo había sido su padre. Sin embargo, a menudo habló de su trabajo en The Sun como lo único verdaderamente grato de su estancia en Cornell. Ingresó en el Instituto de Tecnología Carnegie (hoy Universidad Carnegie Mellon) en 1943. Sólo permaneció allí un breve período, ya que poco después se alistó en el ejército, para tomar parte en la Segunda Guerra Mundial. El 14 de mayo de 1944, Día de la Madre, se suicidó su madre, Edith Lieber Vonnegut.

### La Segunda Guerra Mundial y el bombardeo de Dresde
La experiencia de Vonnegut como soldado, y luego como prisionero de guerra, durante la Segunda Guerra Mundial, tuvo una gran influencia en su obra posterior. Formando parte de una avanzadilla de la 106.ª División de Infantería de los Estados Unidos, durante la batalla de las Ardenas, quedó aislado de su batallón y vagó solitario tras las líneas enemigas durante varios días hasta que fue capturado por tropas alemanas el 14 de diciembre de 1944. Como prisionero de guerra, vivió en primera persona las consecuencias del bombardeo de Dresde, que tuvo lugar entre el 13 y el 15 de febrero de 1945 y que destruyó la mayor parte de la ciudad alemana. Vonnegut fue uno de los siete prisioneros de guerra estadounidenses que logaron sobrevivir en Dresde, en un sótano destinado a empaquetar carne, llamado Matadero Cinco. "Una destrucción completa", "Una matanza inconcebible", recordaría más tarde. Los nazis lo pusieron a trabajar apilando cuerpos para enterrarlos en fosas comunes, pero, según explica Vonnegut, "había demasiados cuerpos que enterrar, así que los nazis prefirieron enviar a unos tipos con lanzallamas. Todos esos restos de víctimas civiles fueron reducidos a cenizas".
Esta terrible experiencia constituye la base de su obra más conocida, Matadero Cinco, y aparece como tema recurrente en al menos otros seis libros suyos.
Fue liberado por tropas soviéticas en mayo de 1945. Tras su regreso a los Estados Unidos, fue recompensado con un "Corazón Púrpura" por lo que él denominó "una herida absurda e insignificante".

## Trayectoria
Al término del conflicto, Vonnegut estudió Antropología en la Universidad de Chicago, y trabajó también como reportero policial en el City News Bureau of Chicago. En 1946, la Facultad de Antropología reprobó su tesis, titulada On the Fluctuations between Good and Evil in Simple Tales. Más adelante aceptaron su novela, Cuna de gato, y le concedieron el título. Abandonó Chicago para trabajar en Schenectady, en el estado de Nueva York, en el departamento de relaciones públicas de la empresa General Electric. El autor atribuyó su estilo, libre de adornos, a este trabajo.
En 1950 publicó su primer relato, titulado «Report on the Barnhouse Effect» en la revista Collier's Weekly. A punto de abandonar la escritura, recibió la oferta de un empleo en el taller de escritores de la Universidad de Iowa. Su primera novela, La pianola, de 1952, es una distopía que describe un mundo en el que los humanos han sido sustituidos por máquinas.  Más adelante publicó Las sirenas de Titán (1959) y Cuna de gato (1963), que se convirtió en un best seller.

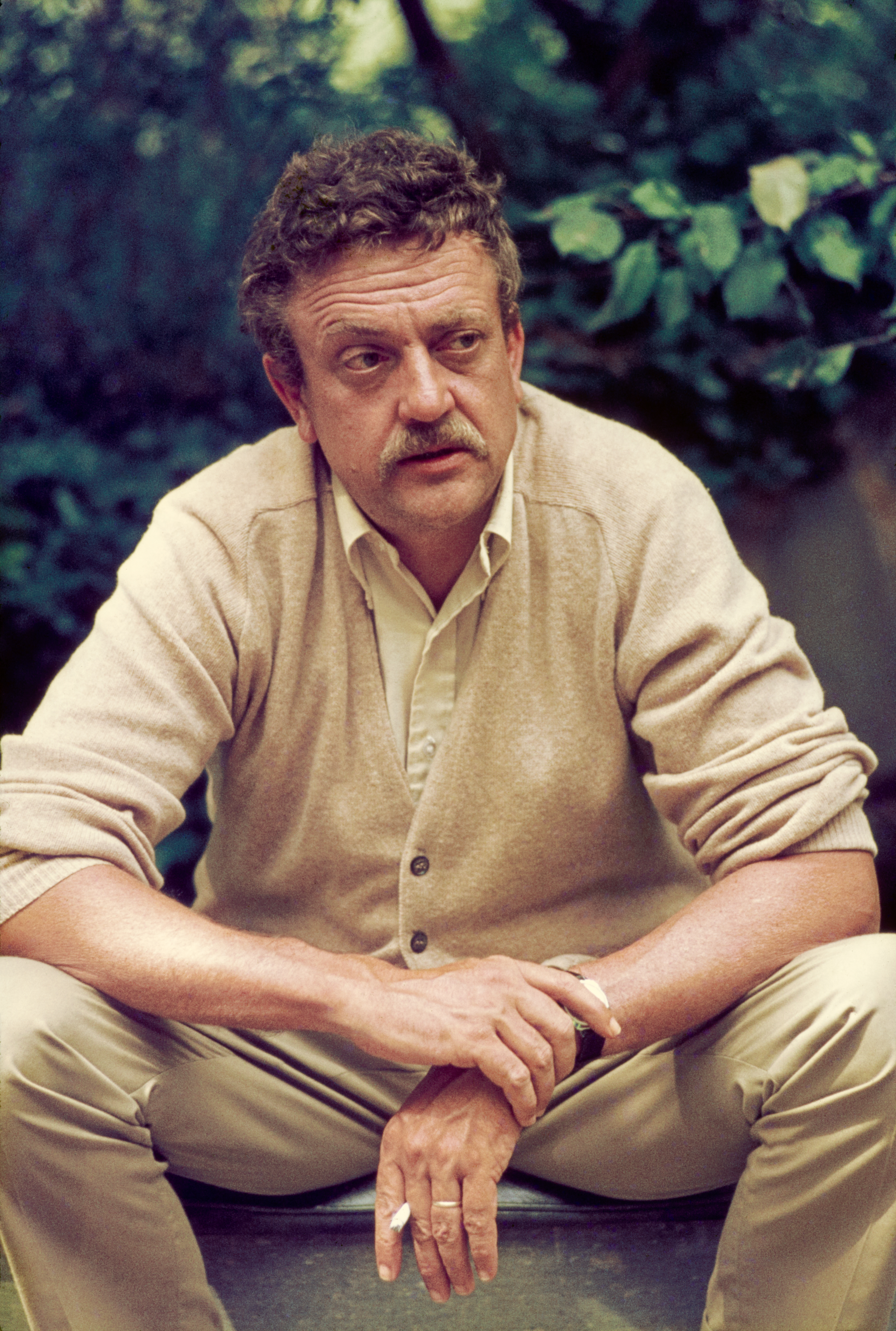
Vonnegut en 1965

Durante la década de 1960 publicó cuatro novelas, en las cuales se registra un fuerte cambio formal y conceptual de su obra, hasta publicar Matadero cinco o La cruzada de los inocentes en 1969, una novela semiautobiográfica que relata sus experiencias como soldado en el bombardeo de Dresde, experimentalmente estructurada alrededor de viajes en el tiempo.  Así se constituyó en uno de los críticos más feroces de la sociedad contemporánea, aludiendo a la guerra, la destrucción del medio ambiente y la deshumanización. Expresó estos temas a través de la ciencia ficción, mezclándola con un humor ácido e hilarante. Sus personajes, parte importante del universo narrativo de Vonnegut, salen en distintas novelas.
Matadero cinco es hoy considerada una de las obras más importantes de la literatura estadounidense del siglo XX, que aparece en las listas de la revista Time y de la Modern Library.
Continuó experimentando en El desayuno de los campeones (1973), uno de sus mayores best-seller, una novela que contiene muchas ilustraciones bosquejadas, y en la que aparece el autor como deus ex machina. En clave de estilo, El desayuno de campeones es quizá su obra maestra, simplista pero profundo y, a través de altos niveles de humor, cinismo e ironía, particularmente crítico y agudo en su visión del mundo y la cultura estadounidense.
Con el lanzamiento de Timequake en 1997, Vonnegut anunció su retirada del campo de la ficción.  Continuó escribiendo para la revista In These Times (En estos tiempos), en la que era editor.  Contribuía con ensayos de política estadounidense o con notas de simple observación.  En el 2005 se reunieron muchos de sus ensayos en su último libro, también un best seller, Un hombre sin patria.
Entre sus referentes literarios está desde luego la ciencia ficción estadounidense. De hecho, uno de sus personajes recurrentes, Kilgore Trout, escritor aficionado de ciencia ficción, es un trasunto de todo un clásico del género, Theodore Sturgeon.  Otras influencias vienen de H.L. Mencken, Hunter S. Thompson, Louis-Ferdinand Céline y un amigo de Vonnegut, Joseph Heller.

## Vida privada
Se casó con Jane Marie Cox, con la que había coincidido en el parvulario, poco después de su regreso a Estados Unidos tras la Segunda Guerra Mundial. El matrimonio se separó en 1970. Aunque no se divorciaron hasta 1979, desde 1970 Vonnegut vivió con la mujer que más tarde se convertiría en su segunda esposa, Jill Krementz.
Vonnegut tuvo tres hijos biológicos con su primera esposa. Además, adoptó a los cuatro hijos de su hermana Alice cuando esta murió de cáncer, y a otra niña, Lily. Dos de sus hijos, Mark y Edith Vonnegut, han alcanzado celebridad.
Falleció en 2007, a la edad de 84 años, tras sufrir una caída en su domicilio de Manhattan, Nueva York, que le causó una lesión cerebral irreversible.

## Influencias personales
La escritura de Vonnegut fue inspirada por una mezcla ecléctica de fuentes. Cuando era joven, Vonnegut dijo que leía obras de ficción pulp, ciencia ficción, y acción-aventura. También leía los clásicos, como los de Aristófanes. Este, como Vonnegut, escribió críticas humorísticas de la sociedad contemporánea. La vida de Vonnegut también compartía similitudes con el autor de Las aventuras de Huckleberry Finn, Mark Twain. Ambos compartían una visión pesimista de la humanidad, y una postura escéptica en la religión, y, como Vonnegut lo planteaba, ambos estaban "asociados con el enemigo en una guerra mayor", ya que Twain se alistó brevemente a la causa sureña durante la guerra civil estadounidense, y el nombre alemán de Vonnegut y sus antepasados lo relacionaban con el enemigo de los Estados Unidos en ambas guerras mundiales.

## Obra

### Novelas
- La pianola (Player Piano, 1952).
- Las sirenas de Titán[14] (The Sirens of Titan, 1959).
- Madre Noche (Mother Night, 1961)
- Cuna de gato (Cat's Cradle, 1963).
- Dios le bendiga, Mr. Rosewater (God Bless You, Mr. Rosewater, o Pearls Before Swine, 1965)
- Matadero cinco o La cruzada de los niños (Slaughterhouse-Five, o The Children's Crusade, 1969).
- El desayuno de los campeones (Breakfast of Champions, o Goodbye, Blue Monday, 1973)
- Payasadas o ¡Nunca más solo! (Slapstick or Lonesome No More) (1976)
- Pájaro de celda (Jailbird, 1979)
- Buena puntería / El francotirador (Deadeye Dick) (1982)
- Galápagos[15] (1985)
- Barbazul (Bluebeard, 1987).
- Birlibirloque / Hocus Pocus (Hocus Pocus, 1990)
- Cronomoto (Timequake, 1997)

### Antologías de relatos
- Canario en una casa de gato (Canary in a Cathouse, 1961).
- Bienvenido a la casa del mono (Welcome to the Monkey House, 1968).
- Bagombo Snuff Box (1999).
- Dios le bendiga, Dr. Kevorkian (God Bless You, Dr. Kevorkian, 1999)
- Mira al pajarito (Look at the Birdie, 2009).
- Mientras los mortales duermen (While Mortals Sleep: Unpublished Short Fiction, 2011).
- La cartera del cretino (Sucker's Portfolio, 2012).
- Que levante mi mano quien crea en la telequinesis (Malpaso Ediciones, 2014, ISBN 978-84-15996-55-2).

### Ensayos
- Guampeteros, Foma y Granfalunes (Wampeters, Foma and Granfalloons, 1974).
- Domingo de Ramos* (Palm Sunday: An Autobiographical Collage, 1981).
- Nada está perdido excepto el honor (Nothing is Lost Save Honor, 1984).
- Destinos peores que la muerte (Fates Worse than Death, 1991).
- Un hombre sin patria (A Man Without a Country, 2005).
- Armagedón en retrospectiva* (Armageddon in Retrospect, 2008).

* Con un asterisco, aquellos ensayos que también contienen relatos.

### Teatro y guiones
- Penélope (Penelope, 1960).
- The Very First Christmas Morning (1962).
- Fortaleza (Fortitude, 1968).
- Feliz cumpleaños, Wanda June (Happy Birthday, Wanda June, 1971).
- Réquiem (Requiem, 1987).
- Make Up Your Mind (1993).
- Miss Tentación (Miss Temptation, 1993).
- L'Histoire du Soldat (1993).